# Мюррей, Дэвид, 3-й граф Мэнсфилд
Дэвид Уильям Мюррей, 3-й граф Мэнсфилд (англ. David William Murray, 3rd Earl of Mansfield; 7 марта 1777 — 18 февраля 1840) — британский пэр и военный.

## Биография

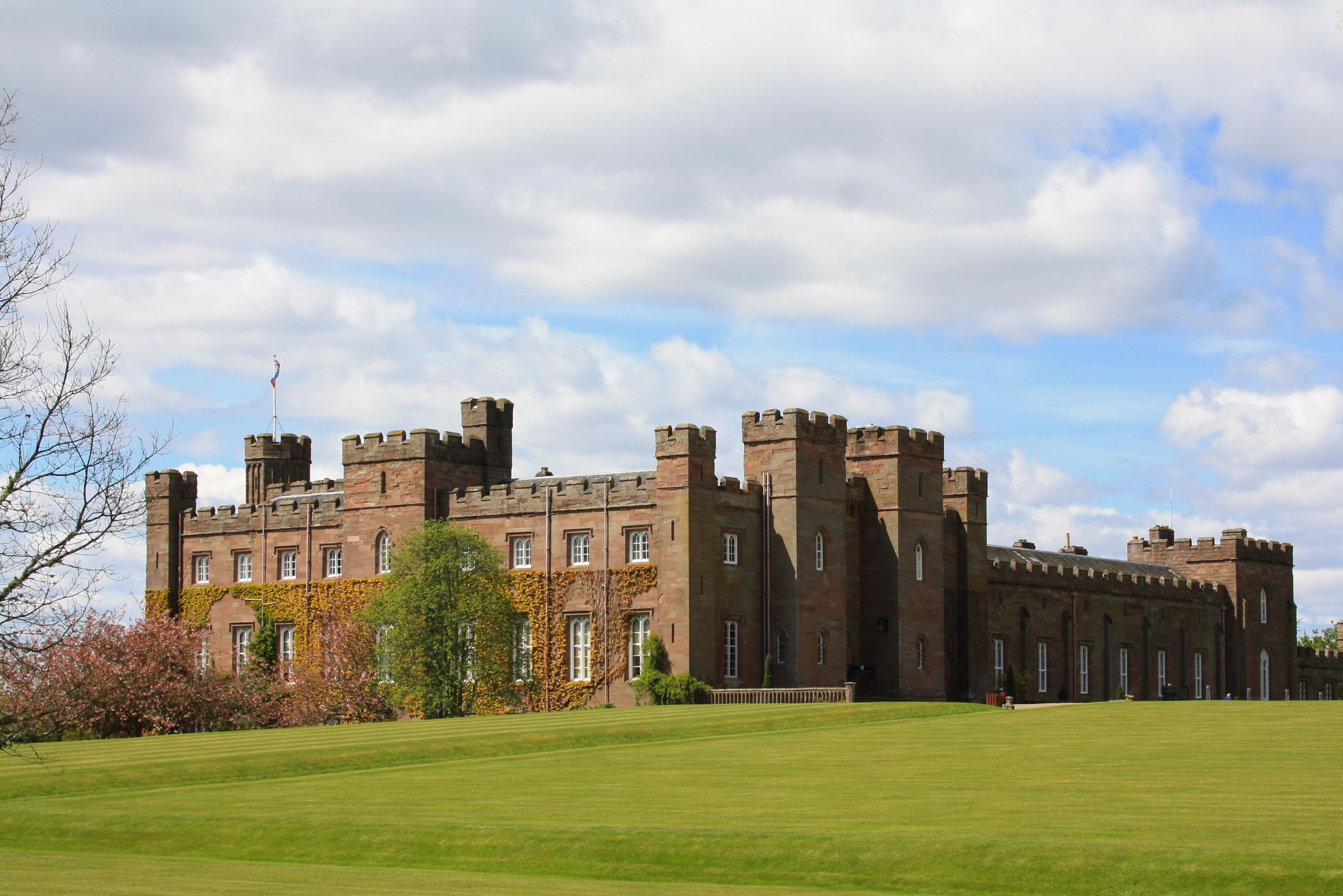
Скунский дворец, Пертшир, Шотландия.

Родился 7 марта 1777 года в Париже. Старший сын Дэвида Мюррея, 7-го виконта и 2-го графа Мэнсфилда (1727—1796), и его второй жены Луизы Кэткарт (1758—1843), дочери Чарльза Кэткарта, 9-го лорда Кэткарта, и Джейн Гамильтон.
1 сентября 1796 года после смерти своего отца Дэвид Уильям Мюррей унаследовал титулы 3-го графа Мэнсфилда (графство Миддлсекс), 8-го виконта Стормонта, 6-го лорда Балверда и 8-го лорда Скоуна. Также он унаследовал Кенвуд-хаус в Камдене, Лондон.
Он получил образование в Вестминстерской школе, в Лейпциге (Германия), и в колледже Крайст-Черч в Оксфорде. Он получил степень доктора гражданского права в Крайст-Черч, Оксфорд, в 1793 году.
Полковник ополчения Восточного Миддлсекса в 1798 году , перешел в Королевское ополчение Перта в мае 1803 года.
Лорд Мэнсфилд служил лордом-лейтенантом Клакманнаншира с 1803 года по 1840 год.
В 1835 году лорд Мэнсфилд был награжден Орденом Чертополоха. Он также был членом Королевского общества и членом Лондонского общества антикваров.

## Кенвуд-хаус

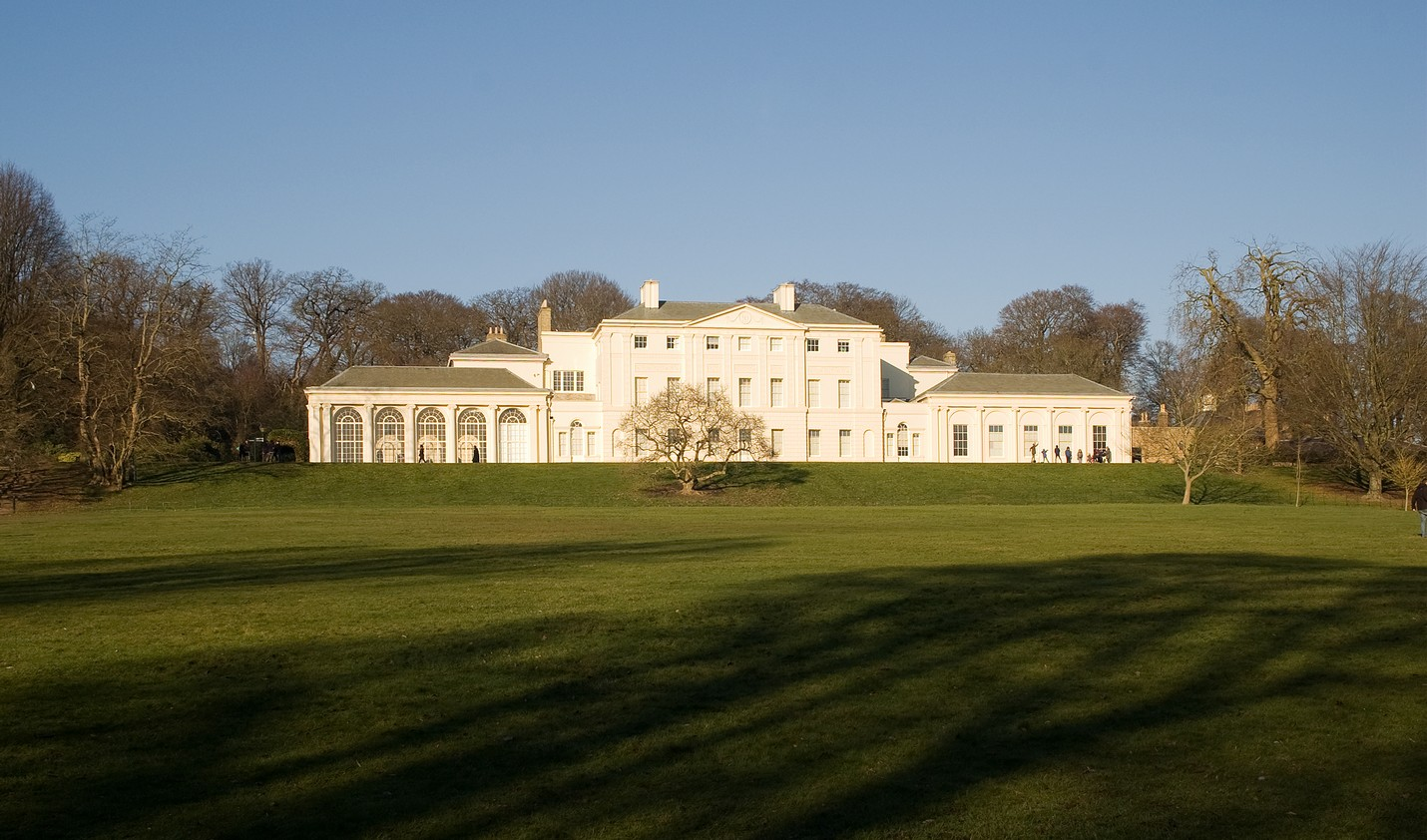
Кенвуд-хаус, Хэмпстед, Лондон.

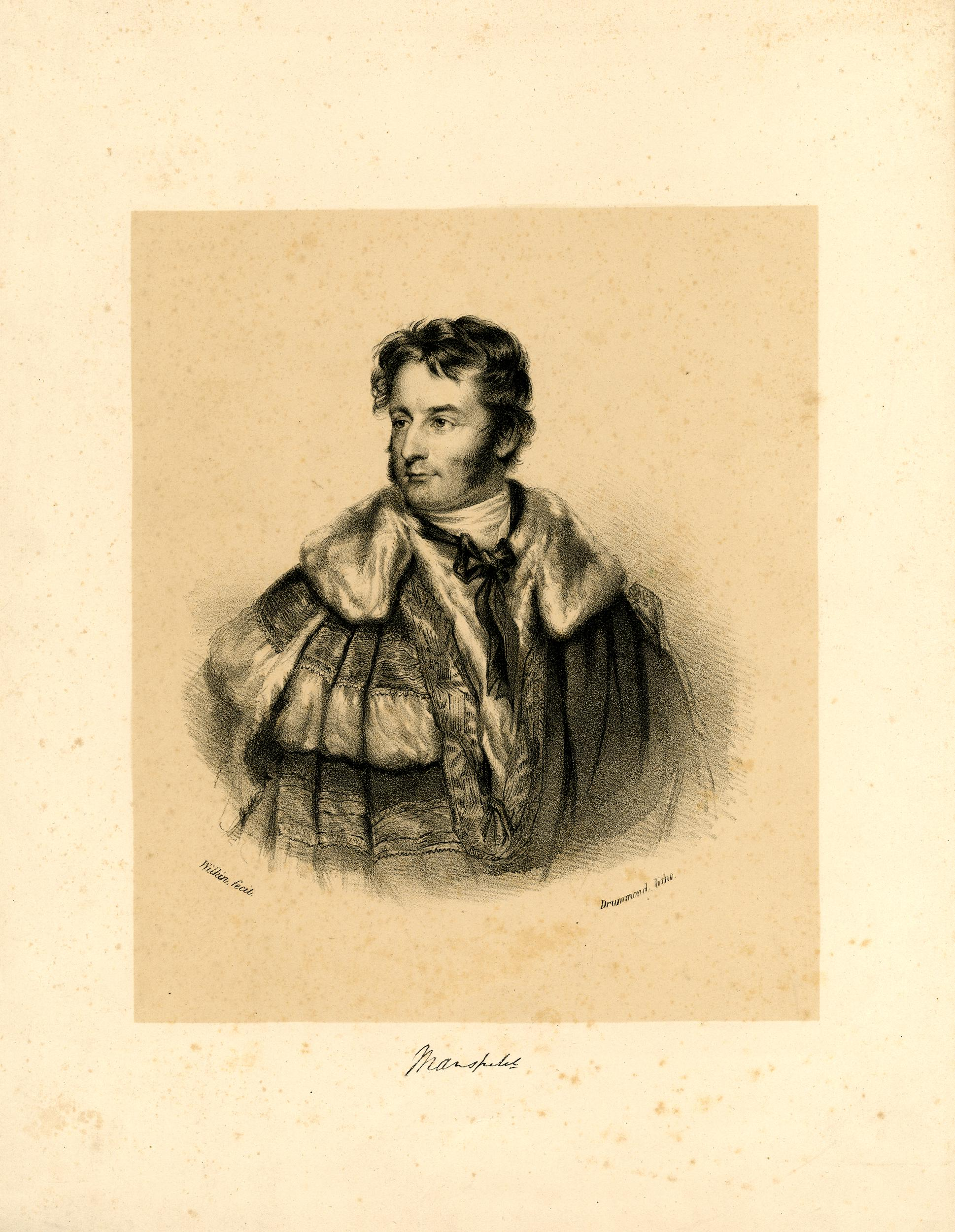
Портрет Давида Мюррея, 3-го графа Мэнсфилда.

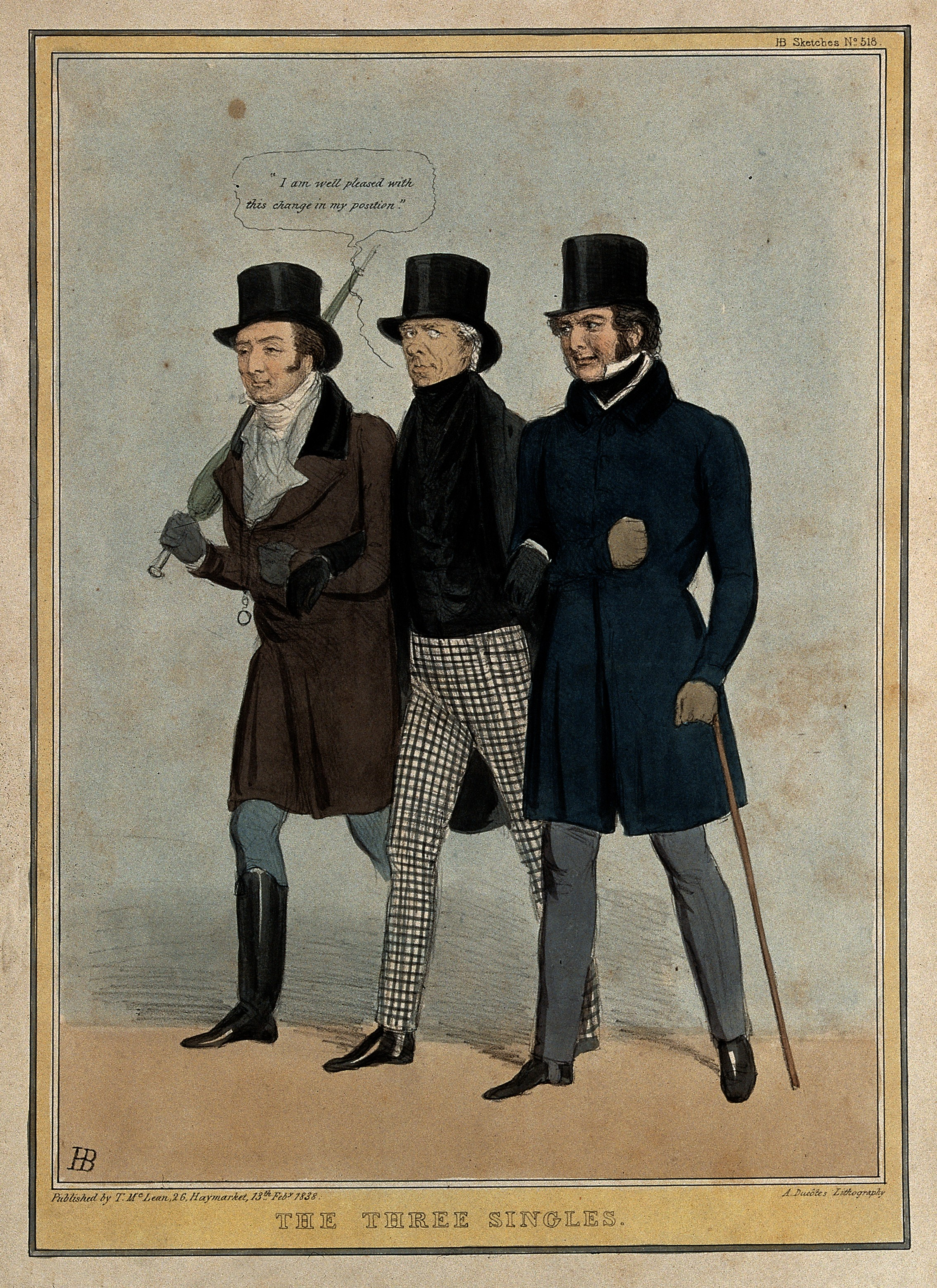
Три сингла. Карикатура на Мэнсфилда, лорда Элленборо и лорда Брума работы Джона Дойла, 1838 год.

В марте 1805 года лорд Мэнсфилд дал грандиозный ужин в Мэнсфилд-хаусе на Портленд-Плейс, среди гостей были принц Адольф, герцог Кембриджский, маркиз и маркиза Бат, лорд Грэнтэм, лорд Сомервилл и его сестра леди Элизабет Финч-Хаттон с мужем.
В июле 1835 года король Вильгельм IV и королева Аделаида нанесли королевский визит в Кенвуд-хаус, на нем присутствовало 800 представителей знати и дворянства, разбросанных по саду Кенвуда. Маркиза Солсбери написала: «Король, королева и члены королевской семьи чрезвычайно довольны: король самым активным образом скакал с лордом М.».

## Личная жизнь
16 сентября 1797 года Мэнсфилд женился на Фредерике Маркем (ок. 1774 — 29 апреля 1860), дочери Сары (урожденной Годдар) Маркем и Уильяма Маркема, архиепископа Йоркского. Уильям Маркхэм был близким другом своего отца, 2-го графа Мэнсфилда. У них было девять детей:
- Леди Фредерика Луиза Мюррей (1800—1823), в 1820 году вышедшая замуж за достопочтенного Джеймса Гамильтона Стэнхоупа[англ.].
- Леди Элизабет Энн Мюррей (род. 1803), умершая незамужней.
- Леди Кэролайн Мюррей (род. 1805), умершая незамужней.
- Уильям Дэвид, 4-й граф Мэнсфилд (21 февраля 1806 — 2 августа 1898), в 1829 году он женился на Луизе, третьей дочери Катбберта Эллисона
- Леди Джорджина Кэтрин Мюррей (род. 1807).
- Достопочтенный Чарльз Джон Мюррей (25 января 1810 — 1 августа 1851), который в 1835 году женился на Фрэнсис Элизабет, второй дочери Томаса Энсона, 1-го виконта Энсона[англ.].
- Достопочтенный Дэвид Генри Мюррей (9 февраля 1811 — 5 сентября 1862), капитан шотландской стрелковой гвардии.
- Леди Сесилия Сара Мюррей (1814—1830), умершая незамужней.
- Леди Эмили Мюррей (22 ноября 1816 г., ум. 24 июня 1902), в 1839 году вышла замуж за Фрэнсиса Сеймура, впоследствии 5-го маркиза Хартфорда.

Граф Мэнсфилд скончался в Лимингтоне 18 февраля 1840 года и похоронен на кладбище Святого Андрея в Кингсбери, Лондон.